# Jules-Jacques Puyplat
Jules-Jacques Puyplat, né le 9 octobre 1843 à Cusset, et mort le 1er avril 1915 à Viarmes ou 1er août 1915 dans la même ville, est un peintre, graveur et illustrateur français, connu pour ses timbres postaux.

## Biographie
Jules-Jacques Puyplat se spécialise d'abord dans la gravure sur bois de reproduction. Il expose au Salon de Paris à partir de 1877, des bois gravés reproduisant des dessins de maîtres. Il expose ensuite régulièrement au Salon, puis en 1893 devient membre-sociétaire du Salon des artistes français ; sa dernière exposition date de 1909. Ce parcours révèle un nombre important de collaborations pour des périodiques comme L'Art (dès 1882), Le Magasin pittoresque, Le Musée universel, Le Monde illustré... Il montre également que Puyplat s'essaye à d'autres formes de gravures, pratiquant occasionnellement l'eau-forte (1893). Enfin, à partir de 1907, Puyplat y expose ses gravures destinées à la Poste française pour les territoires coloniaux, des vignettes exécutées sur bois (séries détaillées ci-dessous).
Sur le plan privé, il épouse en secondes noces Marie Louise Furet (1854-1922), dont il a trois enfants : Albert Édouard Puyplat (1878-1939), qui devient graveur et illustrateur, et Marie Alice, dite Baron-Puyplat (6 mai 1880 - ?), également graveuse et Lucien Georges Puyplat (1882-1909), sculpteur.
Puyplat vivait en 1909 à Paris, au 18 rue des Grands-Augustins, puis à Écouen en 1911.

## Œuvre

### Ouvrages illustrés
- Roger de Parnes (éd.), La Régence : portefeuille d'un Roué, préf. de Georges d'Heylli, gravures avec André Rouveyre d'après Marius Perret, Paris, E. Rouveyre, 1881.
- — , Gazette anecdotique du règne de Louis XVI : portefeuille d'un Talon-Rouge, idem, E. Rouveyre, 1881.
- — , Anecdotes secrètes du règne de Louis XV : portefeuille d'un Roué, idem, E. Rouveyre, 1882.
- Jules Lermina, Les Loups de Paris, illustrations, Paris, L. Boulanger, 1883.
- Louise Hameau, Les mémoires de Finette, Paris, Bureaux du Jeune âge illustré, 1885.
- Jules Verne, Nord contre Sud, coll. « Les voyages extraordinaires », collectif de graveurs d'après 85 dessins par Léon Benett et une carte, Paris, Hetzel, 1887.

### Séries de vignettes postales par types

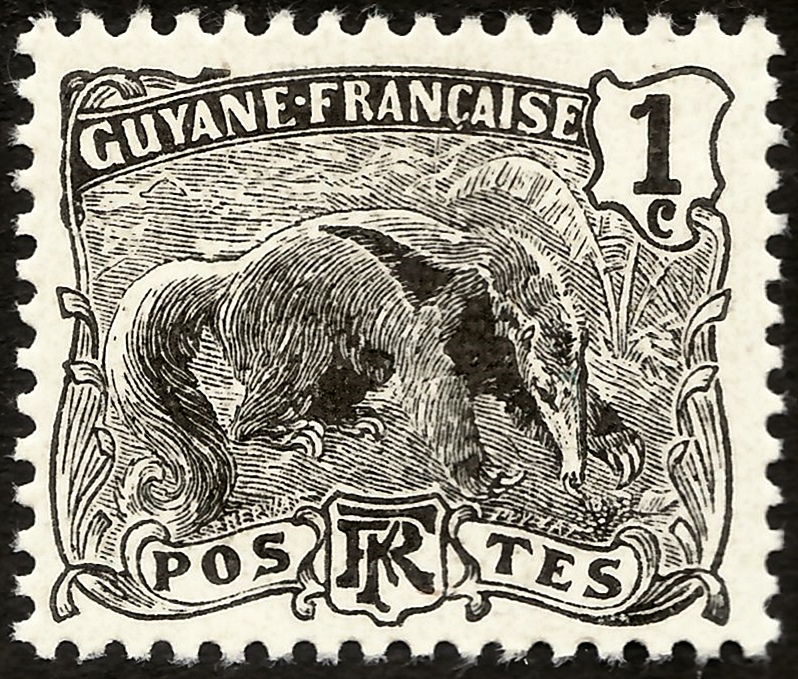
Type Fourmilier - Guyane française (1904), 1 centime noir.

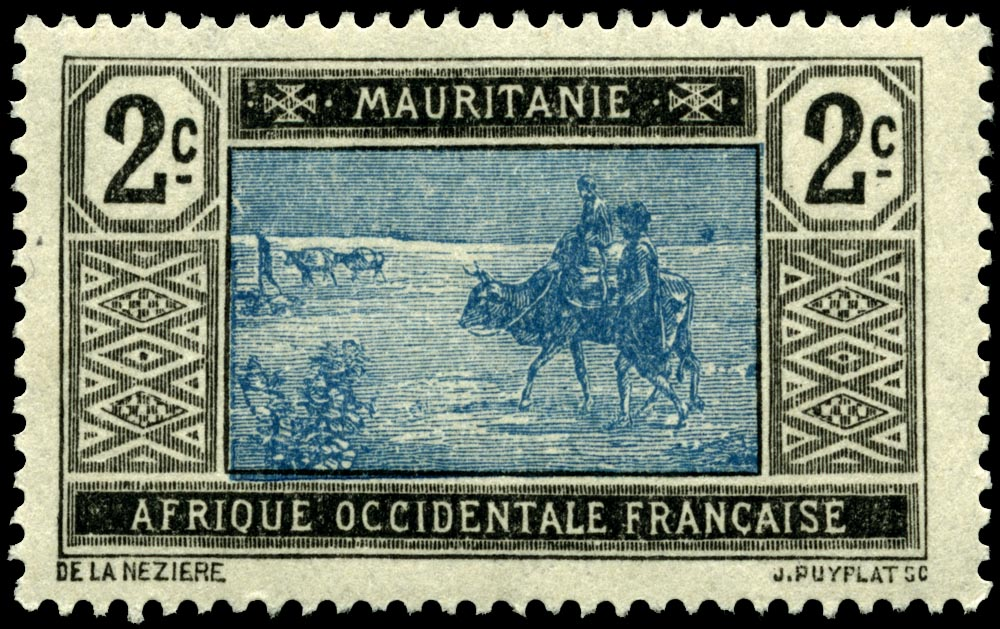
Type Mauritanie AOF (1913), 2 centimes bleu et noir.

Dessin et gravure de Puyplat, sauf mention :
- Palmiers - Guyane française (1904), d'après Paul Merwart.
- Fourmilier - Guyane française (1904), d'après Paul Merwart[9].
- Grande Soufrière - Guadeloupe (1905).
- Pointe-à-Pitre - Guadeloupe (1905)
- Cagou - Nouvelle Calédonie (1905), d'après Henry Émile Vollet.
- Rade de Nouméa - Nouvelle Calédonie (1905), d'après Henry Émile Vollet.
- 1 franc bleu Voilier - Nouvelle Calédonie, d'après Henry Émile Vollet.
- Grand Mosquée de Kairouan - Tunisie (1906), d'après Louis-Jules Dumoulin[10].
- Fermiers - Tunisie (1906), d'après Dumoulin.
- Aqueduc de Zaghouan - Tunisie (1906), d'après Dumoulin.
- Galère carthaginoise - Tunisie (1906), d'après Dumoulin.
- Grand Palmier - Afrique occidentale française (1906).
- Afrique équatoriale française - Noël Ballay (1906).
- Afrique équatoriale française - Louis Faidherbe (1906).
- Réunion Carte Océan Indien (1907), d'après André Chauvet [?].
- Réunion Baie de Saint-Denis (1907), d'après Chauvet.
- Réunion Baie de Sainte-Rose et volcan (1907), d'après Chauvet.
- Réunion Vanillier Taxe à percevoir (1907), d'après Chauvet.
- Indo-Chine - Femme cambodgienne (1907).
- Indo-Chine - « Femme annamite » (1907), imprimerie Chassepot.
- 75 c. orange Cambodgien et pagode (1907).
- 1 f. rouge femme d'Annam et enfant (1907).
- 2 f. vert femme Muong (1907).
- 5 f. bleu femme du Laos (1907).
- 10 f. violet femme du Tonkin (1907).
- Moyen Congo - Femme Bakalois (1907), d'après Merwart.
- Moyen Congo - Léopard (1907), d'après Merwart[11].
- Moyen Congo - Cocotiers et guerriers (1907), d'après Merwart.
- Cote française des Somalis - Mosquée of Tadjourah (1909), d'après Merwart.
- Cote française des Somalis - Chameliers (1909), d'après Merwart.
- Cote française des Somalis - Guerriers (1909), d'après Merwart.
- Guinée Gué de Kitim - Afrique occidentale française (1913), d'après Joseph de La Nézière.
- Mauritanie Caravane dans le désert - Afrique occidentale française (1913), d'après Joseph de La Nézière.
- Établissements français dans l'Inde - Temple (1914).
- Établissements français dans l'Inde - Brahma (émis en 1922), d'après Émile-Alphonse Froment.
- Guyane française - Orpailleur, d'après Merwart (émis à partir de 1922).